# Dreamtrip to Denmark
Dreamtrip to Denmark er en dansk turistfilm fra 1960 med instruktion og manuskript af Henning Ørnbak.

## Handling
Turistrundrejse i Danmark, som den opleves i drømme af en lille udenlandsk dreng, der er faldet i søvn i toget på vej til København.